# Neoroepera buxifolia
Neoroepera buxifolia là một loài thực vật có hoa trong họ Picrodendraceae. Loài này được Müll.Arg. mô tả khoa học đầu tiên năm 1866.